# Odostomia subdotella
Odostomia subdotella är en snäckart som beskrevs av Leo George Hertlein och Strong 1951. Odostomia subdotella ingår i släktet Odostomia och familjen Pyramidellidae. Inga underarter finns listade i Catalogue of Life.